# دانشگاه بیکول
دانشگاه بیکول (بیکول: Unibersidad nin Bikol، تاگالوگ: Unibersidad ng Bikol)، که با نام اختصاری آن (BU یا Bicol U) نیز شناخته می‌شود، یک مؤسسه آموزش عالی دولتی، تحقیقاتی و مختلط در شهر لگازپی، آلبای، فیلیپین است. BU یک دانشگاه دولتی دارای گواهی ISO 9001:2008 است.
این دانشگاه تا حدی توسط دولت فیلیپین حمایت می‌شود. دانشجویان این دانشگاه و فارغ التحصیلان آن به عنوان " Mga Iskolar ng Bayan" ("دانشمندان ملت") شناخته می‌شوند، اما معمولاً آنها را Bueños می‌نامند. در طول دنیاگیری کووید-۱۹ در فیلیپین، این دانشگاه سیستم امتیازدهی ورودی کالج دانشگاه Bicol (BUCESS) را برای پذیرش دانشجویان مقطع کارشناسی برای سال‌های تحصیلی ۲۰۲۱–۲۰۲۲ و ۲۰۲۲–۲۰۲۳ اجرا کرد.